# Gjástykkisbunga
Gjástykkisbunga är ett berg i republiken Island. Det ligger i regionen Norðurland eystra, 300 km nordost om huvudstaden Reykjavík. Toppen på Gjástykkisbunga är 598 meter över havet.
Trakten runt Gjástykkisbunga är nära nog obefolkad, med mindre än två invånare per kvadratkilometer. Närmaste större samhälle är Reykjahlíð, omkring 16 kilometer sydväst om Gjástykkisbunga.